# Velký bratr (Simpsonovi)
Velký bratr (v anglickém originále Brother from the Same Planet) je 14. díl 4. řady (celkem 73.) amerického animovaného seriálu Simpsonovi. Scénář napsal Jon Vitti a díl režíroval Jeff Lynch. V USA měl premiéru dne 4. února 1993 na stanici Fox Broadcasting Company a v Česku byl poprvé vysílán 11. listopadu 1994 na stanici ČT1.

## Děj
Homer zapomene vyzvednout Barta po fotbalovém tréninku. Když se konečně objeví, řekne svému rozzuřenému a mlčenlivému synovi, že by oba měli uznat, že se občas mýlí. Bart se pak vydá do agentury Bigger Brothers, jež poskytuje společníky – vzory osamělým chlapcům. Bart si vymyslí příběh o neštěstí a tazatel ho dá dohromady s Tomem, vojenským zkušebním pilotem, který je ideálním „větším bratrem“. Dělají spolu věci, které by Homer s Bartem nikdy neudělal. Homer se o tom dozví a z pomsty se stane větším bratrem malého chudého chlapce Pepiho. 
V Mořském světě je den větších bratrů. Homer a Tom se střetnou a dojde mezi nimi k dlouhému souboji na několika místech, přičemž oba jsou zběhlí v západních a asijských bojových uměních. Homer je nakonec poražen. Bart se cítí zodpovědný za to, že byl Homer zraněn, a dvojice se usmíří. Tom se stává Pepiho větším bratrem a společně odcházejí do západu slunce. 
Líza mezitím při telefonování Coreymu, svému oblíbenému teenagerskému lamači dívčích srdcí, vystaví obrovský účet za telefon. Také tajně volá z ordinace doktora Dlahy a Springfieldské základní školy. Marge ji nabádá, aby vydržela až do půlnoci bez telefonování – pokud to dokáže, její závislost bude překonána. A ačkoli je Líza v pokušení, bez hovoru do půlnoci vydrží. 

## Produkce
Scénář k dílu napsal Jon Vitti a režíroval jej Jeffrey Lynch. Původně byl vysílán ve Spojených státech 4. února 1993 na stanici Fox. Autoři napsali roli Toma pro herce Toma Cruise, když mu však byla role nabídnuta, Cruise ji opakovaně odmítl, a tak producenti místo něj využili Phila Hartmana. Postavu Coreyho scenáristé založili na hercích Coreym Feldmanovi a Coreym Haimovi, známých jako The Two Coreys. Pepi byl založen na fiktivní postavě Dondiho ze stejnojmenného deníkového komiksu.
V epizodě se Bart a Tom dívají na seriál The Ren & Stimpy Show. Producenti kontaktovali společnost Nickelodeon, aby získali povolení k použití obou postaviček pro tuto pasáž. Společnost byla přísná v tom, co Simpsonovi smějí dělat, a producenti nemohli mít diváckou přízeň, kterou chtěli. Animátoři The Ren & Stimpy Show se nabídli, že pro epizodu udělají makety Rena a Stimpyho.
Televizní pořad Tuesday Night Live, který Bart sleduje, je parodií na pořad Saturday Night Live televize NBC. Krusty se objevuje ve skeči nazvaném Velká ušatá rodina a říká, že skeč trvá ještě dvanáct minut, přestože pointa vtipu už proběhla, což byl Vittiho způsob, jak kritizovat Saturday Night Live za příliš dlouhé skeče s chabými vtipnými premisami. Původně měla pasáž obsahovat delší verzi kapely Tuesday Night Live hrající do reklamní přestávky, ale byla vystřižena, protože Vitti, jenž byl v letech 1985–1986 spolu s kolegy scenáristy Simpsonových Georgem Meyerem a Johnem Swartzwelderem scenáristou Saturday Night Live, nechtěl působit zahořkle.
Scenáristé hledali způsob, jak epizodu ukončit, a výkonný producent Sam Simon jim navrhl, aby se podívali na film Tichý muž. Scenáristé se na film podívali společně a inspirovali se filmovou scénou boje mezi postavami Johna Wayna a Victora McLaglena, aby v dílu udělali scénu boje mezi Homerem a Tomem. Scénu bylo pro producenty obtížné ozvučit, protože chtěli, aby byla vtipná, ale ne děsivá. Zjistili, že čím realističtěji použité efekty znějí, tím je scéna vtipnější. Producenti vyzkoušeli nejrůznější zvuky pro scénu, kdy Homer narazí zády do požárního hydrantu, a vybrali ten nejmenší realistický zvuk, protože podle nich byl nejbolestivější a „nejvtipnější“.

## Kulturní odkazy
Název epizody je odkazem na film Bratr z jiné planety z roku 1984. Scéna, v níž Milhouse píše „Trab pu kcip! Trab pu kcip!“ na zeď, je odkazem na „červený rum“ z filmu Stanleyho Kubricka Osvícení z roku 1980. Žena, kterou si Bart splete s Homerem, zpívá píseň Helen Reddyové „I Am Woman“. Zatímco Bart uvízne v bouři a čeká na Homera, jeptiška je zvednuta větrem, což je odkaz na seriál The Flying Nun. Bart a Tom sledují seriál The Ren & Stimpy Show. Homer se dívá na produkci NFL Films o Bartu Starrovi, quarterbackovi týmu Green Bay Packers, který dovedl tým k vítězství v prvních dvou Super Bowlech.
Scéna, ve které Homer obviní Barta, že se stýká se svým velkým bratrem, je odkazem na film Kdo se bojí Virginie Woolfové? z roku 1966, kde Richard Burton obviňuje Elizabeth Taylorovou z nevěry. Ve vymyšlené historce, kterou Homer vypráví Pepimu, Bart řekne Homerovi, aby mlčel, a vrazí mu do obličeje půlku grapefruitu, což je odkaz na film The Public Enemy z roku 1931. Bart sleduje pořad Tuesday Night Live, parodii na Saturday Night Live televize NBC. Hudba v pozadí použitá při bojové scéně je napodobeninou hudby použité v bojové scéně ve filmu Tichý muž. Skinnerův znepokojivý monolog o tom, že ho sleduje jeho matka, je parodií na podobný dialog Normana Batese z Hitchcockova filmu Psycho z roku 1960.

## Přijetí
V původním vysílání skončil díl v týdnu od 1. do 7. února 1993 na 18. místě ve sledovanosti s ratingem 14,9, což odpovídá přibližně 13,9 milionu domácností. V tom týdnu byl nejlépe hodnoceným pořadem na stanici Fox, když porazil seriál Martin.
Warren Martyn a Adrian Wood v části věnované této epizodě v knize I Can't Believe It's a Bigger and Better Updated Unofficial Simpsons Guide díl okomentovali: „Líbí se nám, jak Homer sedí doma a snaží se vzpomenout si, že má vyzvednout Barta – sleduje televizní pořad o baseballové hvězdě jménem Bart, na všech stranách jsou jeho obrázky, a dokonce se zdá, že Maggie volá bratrovo jméno.“. V kompilačním díle The Psychology of The Simpsons odkazují Robert M. Arkin a Philip J. Mazzocco na scénu z této epizody, v níž se Homer „hádá s vlastním mozkem o žádoucím postupu“, aby ilustrovali teorii sebediskrepance, tedy myšlenku, že „lidé vynaloží velké úsilí, aby dosáhli a zachovali si sebeúctu“.
Autoři seriálu Tatík Hill a spol. stanice Fox zařadili díl mezi pět nejlepších epizod Simpsonových, včetně dílů Homer kacířem, Lízina svatba, Lízin let do nebe a Cena smíchu. Mikey Cahill z Herald Sun vyzdvihl citát „PickupBart? What the hell is PickupBart?“ od Homera ve svém seznamu Fab Fives souvisejícím se Simpsonovými. Když byl Paul Lane z Niagara Gazette požádán, aby vybral svou nejoblíbenější řadu z 1. až 20. řady Simpsonových, vybral 4. řadu a vyzdvihl tento díl a Pana Pluhaře, které označil za „vynikající“, spolu s „roztomile vtipnými“ Líziným prvním slovem a Homerem kacířem. Lyndsey Shinoda z Video Store v recenzi 4. řady Simpsonových uvedla Velkého bratra a Svatého Valentýna mezi svými „osobními favority“ z této řady.